# Frascati
Frascati – miasto i gmina we Włoszech, w regionie Lacjum, w prowincji Rzym. Popularny ośrodek wypoczynkowy.
Siedziba centrum obserwacji ziemi ESRIN Europejskiej Agencji Kosmicznej i jednego z laboratoriów narodowych Narodowego Instytutu Fizyki Jądrowej.
Według danych na rok 2004 gminę zamieszkiwały 19 303 osoby, 877,4 os./km².

## Turystyka
W mieście znajdują się zabytkowe wille, część z nich powstało w XVI/XVII w.. Niektóre są udostępnione do zwiedzania. Największą z nich jest Villa Mondragone, znajdują się tu także m.in. Villa Aldobrandini, Villa Torlonia, Villa Tuscolana czy Villa Falconieri.
W ogrodach przy Villa Torlonia znajduje się Casino Nobile, które było rezydencją Mussoliniego.

### Coroczne wydarzenia w mieście Frascati
- luty – karnawał z licznymi paradami[2]
- maj – Festa dei SS Filippo e Giacomo, święto ku czci patronów miasta: św. Filipa i Jana[2]
- 23 czerwca – Sagra della lumaca – impreza kulturowo-kulinarna dotycząca wykorzystania ślimaków w kuchni włoskiej[2]
- październik – Sagra del vino – święto białego wina[2]

## Współpraca

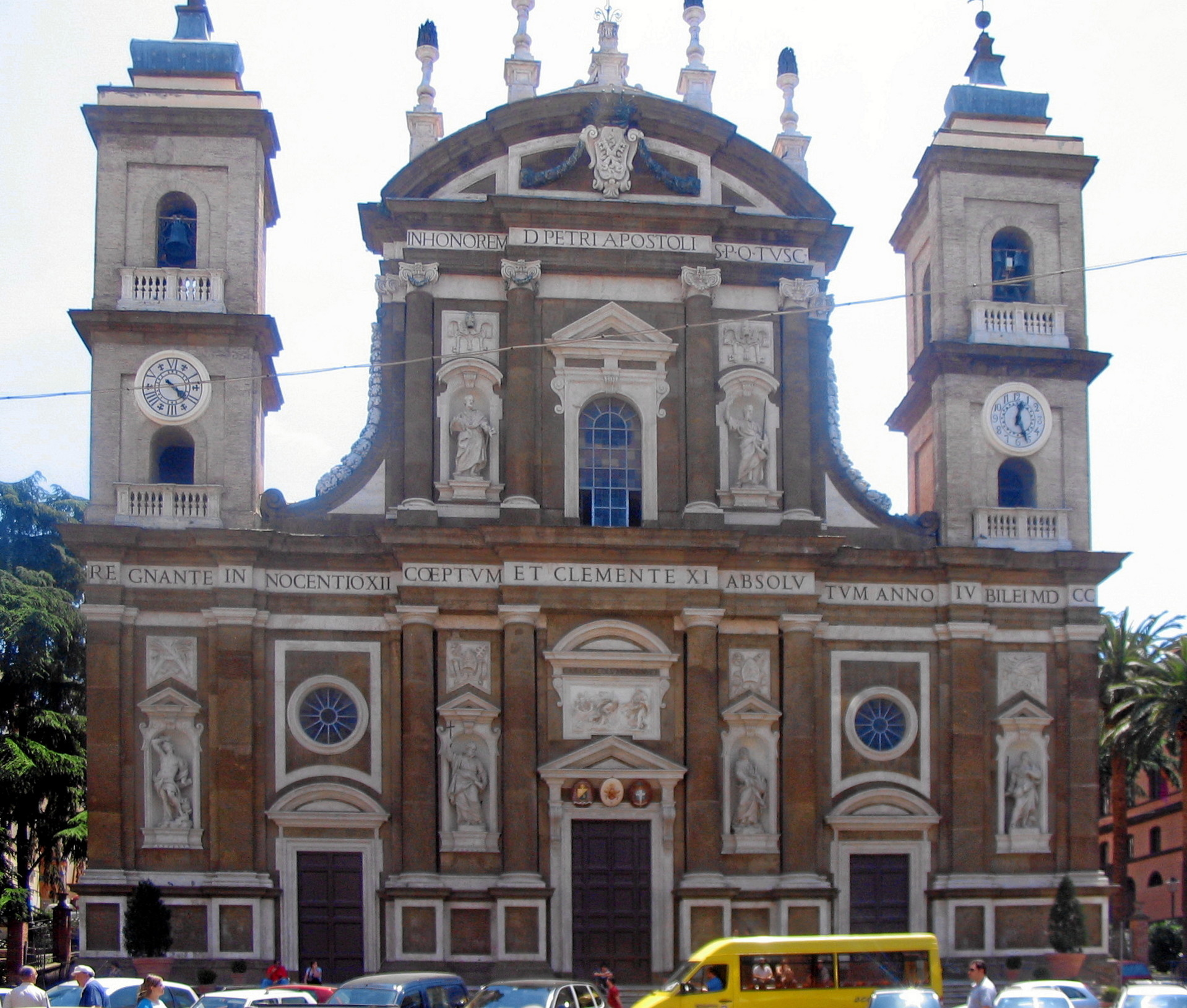
Katedra Św. Piotra apostoła

Miejscowości partnerskie:
- Bad Godesberg, Niemcy
- Kortrijk, Belgia
- Saint-Cloud, Francja